# Championnats d'Europe de natation 1993
Navigation
Athènes 1991 Vienne 1995
La 21e édition des Championnats d'Europe de natation se déroule du 29 juillet au 8 août 1993 à Sheffield au Royaume-Uni. Le pays accueille pour la seconde fois de son histoire cet événement organisé par la Ligue européenne de natation après l'édition 1938 disputée à Londres.  Les compétitions de quatre disciplines de la natation — natation sportive, natation synchronisée, plongeon et water-polo — sont organisées au Ponds Forge International Sports Centre, une enceinte inaugurée en 1991.
Le tournoi feminin de Water-polo se déroule à Leeds en Grande-Bretagne. 
Avec 29 médailles dont 15 en or, la Russie, qui dispute pour la première fois cette compétition depuis l'éclatement du bloc soviétique, domine le tableau des médailles. L'Allemagne, malgré 29 récompenses également, termine au deuxième rang en raison d'un nombre moindre de médailles d'or. En natation sportive, un seul record du monde est battu : il est l'œuvre du Hongrois Károly Güttler qui en séries du 100 mètres brasse améliore le record planétaire en 1 min 00 s 95, battant ainsi les 1 min 01 s 29 de son compatriote Norbert Rózsa. Chez les femmes, l'Allemande Franziska van Almsick s'empare du record d'Europe du 200 mètres nage libre aux dépens de l'Est-allemande Kristin Otto. Bien qu'elle ne batte aucun record chronométrique planétaire ou continental, la Hongroise Krisztina Egerszegi est la tête d'affiche de ces championnats avec quatre médailles d'or remportées.

## Résultats

### Natation sportive

#### Hommes
| Épreuve                | Médaille d'or                                                                              | Médaille d'argent                                                                      | Médaille de bronze                                                                         |
| Nage libre             |                                                                                            |                                                                                        |                                                                                            |
| 50 m                   | Alexander Popov Russie 22 s 27 – RC                                                        | Christophe Kalfayan France 22 s 39                                                     | Raimundas Mažuolis Lituanie 22 s 44                                                        |
| 100 m                  | Alexander Popov Russie 49 s 15 – RC                                                        | Tommy Werner Suède 49 s 71                                                             | Pavel Khnykin Ukraine 49 s 76                                                              |
| 200 m                  | Antti Kasvio Finlande 1 min 47 s 11                                                        | Yevgeny Sadovyi Russie 1 min 47 s 25                                                   | Anders Holmertz Suède 1 min 47 s 69                                                        |
| 400 m                  | Antti Kasvio Finlande 3 min 47 s 81                                                        | Paul Palmer Royaume-Uni 3 min 48 s 14                                                  | Anders Holmertz Suède 3 min 48 s 98                                                        |
| 1 500 m                | Jörg Hoffmann Allemagne 15 min 13 s 31                                                     | Sebastian Wiese Allemagne 15 min 14 s 76                                               | Igor Majcen Slovénie 15 min 15 s 05                                                        |
| Dos                    |                                                                                            |                                                                                        |                                                                                            |
| 100 m                  | Martin López-Zubero Espagne 55 s 03 – RC                                                   | Vladimir Selkov Russie 55 s 58                                                         | Martin Harris Royaume-Uni 55 s 75                                                          |
| 200 m                  | Vladimir Selkov Russie 1 min 58 s 09 – RC                                                  | Martin López-Zubero Espagne 1 min 58 s 51                                              | Emanuele Merisi Italie 1 min 59 s 57                                                       |
| Brasse                 |                                                                                            |                                                                                        |                                                                                            |
| 100 m                  | Károly Güttler Hongrie 1 min 01 s 04 – RC                                                  | Nick Gillingham Royaume-Uni 1 min 02 s 02                                              | Vitaliy Kirichuk Russie 1 min 02 s 48                                                      |
| 200 m                  | Nick Gillingham Royaume-Uni 2 min 12 s 49 – RC                                             | Károly Güttler Hongrie 2 min 13 s 26                                                   | Andrey Korneyev Russie 2 min 14 s 20                                                       |
| Papillon               |                                                                                            |                                                                                        |                                                                                            |
| 100 m                  | Rafał Szukała Pologne 53 s 41 – RC                                                         | Denis Pankratov Russie 53 s 43                                                         | Miloš Milošević Croatie 53 s 65                                                            |
| 200 m                  | Denis Pankratov Russie 1 min 56 s 25 – RC                                                  | Franck Esposito France 1 min 58 s 66                                                   | Chris-Carol Bremer Allemagne 2 min 00 s 33                                                 |
| Quatre nages           |                                                                                            |                                                                                        |                                                                                            |
| 200 m                  | Jani Sievinen Finlande 1 min 59 s 50 – RC                                                  | Attila Czene Hongrie 2 min 00 s 70                                                     | Christian Keller Allemagne 2 min 01 s 18                                                   |
| 400 m                  | Tamás Darnyi Hongrie 4 min 15 s 24 – RC                                                    | Jani Sievinen Finlande 4 min 15 s 51                                                   | Marcel Wouda Pays-Bas 4 min 17 s 90                                                        |
| Relais                 |                                                                                            |                                                                                        |                                                                                            |
| 4 × 100 m nage libre   | Russie Vladimir Predkin Vladimir Pyshnenko Yevgeny Sadovyi Alexander Popov 3 min 18 s 80   | Suède Fredrik Letzler Tommy Werner Lars Frölander Anders Holmertz 3 min 19 s 33        | Allemagne Christian Tröger Jochen Bludau Steffen Zesner Bengt Zikarsky 3 min 20 s 13       |
| 4 × 200 m nage libre   | Russie Sergey Lepikov Vladimir Pyshnenko Yuri Mukin Yevgeny Sadovyi 7 min 15 s 84          | Allemagne Jörg Hoffmann Christian Tröger Christian Keller Steffen Zesner 7 min 18 s 53 | France Christophe Marchand Yann de Fabrique Lionel Poirot Christophe Bordeau 7 min 19 s 86 |
| 4 × 100 m quatre nages | Russie Vladimir Selkov Vitaliy Kirichuk Denis Pankratov Alexander Popov 3 min 38 s 90 – RC | Hongrie Tamás Deutsch Károly Güttler Peter Horváth Béla Szabados 3 min 40 s 97         | Royaume-Uni Martin Harris Nick Gillingham Mike Fibbens Mark Foster 3 min 41 s 66           |

#### Femmes
| Épreuve                | Médaille d'or                                                                                        | Médaille d'argent                                                                                 | Médaille de bronze                                                                                |
| Nage libre             | |                                                                                                   |                                                                                                   |
| 50 m                   | Franziska van Almsick Allemagne 25 s 23 – RC                                                         | Linda Olofsson Suède 25 s 67                                                                      | Inge de Bruijn Pays-Bas 25 s 86                                                                   |
| 100 m                  | Franziska van Almsick Allemagne 54 s 57 – RE – RC                                                    | Martina Moravcová Slovaquie 55 s 97                                                               | Catherine Plewinski France 56 s 09                                                                |
| 200 m                  | Franziska van Almsick Allemagne 1 min 57 s 97 – RC                                                   | Liliana Dobrescu Roumanie 2 min 00 s 39                                                           | Karen Pickering Royaume-Uni 2 min 01 s 15                                                         |
| 400 m                  | Dagmar Hase Allemagne 4 min 10 s 47                                                                  | Kerstin Kielgass Allemagne 4 min 12 s 18                                                          | Irene Dalby Norvège 4 min 12 s 51                                                                 |
| 800 m                  | Jana Henke Allemagne 8 min 32 s 47                                                                   | Irene Dalby Norvège 8 min 33 s 77                                                                 | Olga Šplíchalová Tchéquie 8 min 36 s 59                                                           |
| Dos                    | |                                                                                                   |                                                                                                   |
| 100 m                  | Krisztina Egerszegi Hongrie 1 min 00 s 83                                                            | Nina Zhivanevskaya Russie 1 min 01 s 16                                                           | Sandra Völker Allemagne 1 min 01 s 89                                                             |
| 200 m                  | Krisztina Egerszegi Hongrie 2 min 09 s 12                                                            | Lorenza Vigarani Italie 2 min 11 s 94                                                             | Nina Zhivanevskaya Russie 2 min 12 s 14                                                           |
| Brasse                 | |                                                                                                   |                                                                                                   |
| 100 m                  | Sylvia Gerasch Allemagne 1 min 10 s 05                                                               | Svetlana Bondarenko Ukraine 1 min 10 s 29                                                         | Elena Rudkovskaya Biélorussie 1 min 10 s 52                                                       |
| 200 m                  | Brigitte Becue Belgique 2 min 31 s 18                                                                | Anna Nikitina Russie 2 min 32 s 15                                                                | Marie Hardiman Royaume-Uni 2 min 32 s 48                                                          |
| Papillon               | |                                                                                                   |                                                                                                   |
| 100 m                  | Catherine Plewinski France 1 min 00 s 13                                                             | Franziska van Almsick Allemagne 1 min 00 s 94                                                     | Bettina Ustrowski Allemagne 1 min 01 s 06                                                         |
| 200 m                  | Krisztina Egerszegi Hongrie 2 min 10 s 71                                                            | Katrin Jäke Allemagne 2 min 13 s 07                                                               | Bárbara Franco Espagne 2 min 13 s 49                                                              |
| Quatre nages           | |                                                                                                   |                                                                                                   |
| 200 m                  | Daniela Hunger Allemagne 2 min 15 s 33                                                               | Darya Shmeleva Russie 2 min 16 s 90                                                               | Silvia Parera Espagne 2 min 17 s 06                                                               |
| 400 m                  | Krisztina Egerszegi Hongrie 4 min 39 s 55                                                            | Darya Shmeleva Russie 4 min 44 s 91                                                               | Hana Černá Tchéquie 4 min 46 s 37                                                                 |
| Relais                 | |                                                                                                   |                                                                                                   |
| 4 × 100 m nage libre   | Allemagne Franziska van Almsick Kerstin Kielgass Manuela Stellmach Daniela Hunger 3 min 41 s 69 – RC | Suède Ellen Svensson Linda Olofsson Louise Jöhncke Malin Nilsson 3 min 45 s 33                    | Russie Svetlana Leshukova Natalia Meshcheryakova Olga Kirichenko Nina Zhivanevskaya 3 min 45 s 37 |
| 4 × 200 m nage libre   | Allemagne Kerstin Kielgass Simone Osygus Franziska van Almsick Dagmar Hase 8 min 03 s 12             | Suède Louise Jöhncke Magdalena Schultz Therese Lundin Malin Nilsson 8 min 08 s 82                 | Royaume-Uni Sarah Hardcastle Debbie Armitage Claire Huddart Karen Pickering 8 min 11 s 11         |
| 4 × 100 m quatre nages | Allemagne Sandra Völker Sylvia Gerasch Bettina Ustrowski Franziska van Almsick 4 min 06 s 91         | Russie Nina Zhivanevskaya Olga Prokhorova Svetlana Pozdeyeva Natalia Meshcheryakova 4 min 10 s 09 | Royaume-Uni Kathy Osher Jaime King Nicola Goodwin Karen Pickering 4 min 12 s 18                   |

### Natation synchronisée
| Épreuve | Médaille d'or | Médaille d'argent | Médaille de bronze |
| Solo    | Olga Sedakova Russie | Marianne Aeschbacher France | Kerry Shacklock Royaume-Uni |
| Duo     | Russie Olga Sedakova Anna Kozlova | France Marianne Aeschbacher Céline Lévêque                                                                                                 | Royaume-Uni Kerry Shacklock Laila Vakil                                                                                                |
| Équipe  | Russie Elena Azarova Olga Brusnikina Natalia Gruzdeva Anna Kozlova Gana Maksimova Elena Nikashina Olga Novokchtchenova Olga Sedakova | France Marianne Aeschbacher Céline Lévêque Myriam Lignot Isabelle Manable Delphine Maréchal Charlotte Massardier Magali Rathier Éva Riffet | Italie Giada Ballan Giovanna Burlando Giorgia Canale Manuela Carnini Maurizia Cecconi Paola Celli Simona Della Bella Roberta Farinelli |

### Plongeon
| Épreuve         | Médaille d'or             | Médaille d'argent        | Médaille de bronze      |
| Hommes          |                           |                          |                         |
| Tremplin de 1 m | Peter Böhler Allemagne    | Joakim Andersson Suède   | Boris Lietzow Allemagne |
| Tremplin de 3 m | Jan Hempel Allemagne      | Dmitri Sautin Russie     | Joakim Andersson Suède  |
| Haut vol à 10 m | Dmitri Sautin Russie      | Bobby Morgan Royaume-Uni | Jan Hempel Allemagne    |
| Femmes          |                           |                          |                         |
| Tremplin de 1 m | Simona Koch Allemagne     | Irina Lashko Russie      | Vera Ilyina Russie      |
| Tremplin de 3 m | Brita Baldus Allemagne    | Vera Ilyina Russie       | Simona Koch Allemagne   |
| Haut vol à 10 m | Svetlana Khokhlova Russie | Ute Wetzig Allemagne     | Olena Zhupina Ukraine   |

### Water polo
| Épreuve | Médaille d'or | Médaille d'argent | Médaille de bronze |
| Hommes  | Italie        | Hongrie           | Espagne            |
| Femmes  | Pays-Bas      | Russie            | Hongrie            |

## Tableau des médailles
| Rang  | Nation             | Or | Argent | Bronze | Total |
| ----- | ------------------ | -- | ------ | ------ | ----- |
| 1     | Allemagne          | 15 | 6      | 8      | 29    |
| 2     | Russie             | 12 | 12     | 5      | 29    |
| 3     | Hongrie            | 6  | 4      | 1      | 11    |
| 4     | Finlande           | 3  | 1      | 0      | 4     |
| 5     | France             | 1  | 5      | 2      | 8     |
| 6     | Royaume-Uni        | 1  | 3      | 8      | 12    |
| 7     | Espagne            | 1  | 1      | 3      | 5     |
| 8     | Italie             | 1  | 1      | 2      | 4     |
| 9     | Pays-Bas           | 1  | 0      | 2      | 3     |
| 10    | Belgique           | 1  | 0      | 0      | 1     |
| 10    | Pologne            | 1  | 0      | 0      | 1     |
| 12    | Suède              | 0  | 6      | 3      | 9     |
| 13    | Ukraine            | 0  | 1      | 2      | 3     |
| 14    | Norvège            | 0  | 1      | 1      | 2     |
| 15    | Roumanie           | 0  | 1      | 0      | 1     |
| 15    | Slovaquie          | 0  | 1      | 0      | 1     |
| 17    | République tchèque | 0  | 0      | 2      | 2     |
| 18    | Biélorussie        | 0  | 0      | 1      | 1     |
| 18    | Croatie            | 0  | 0      | 1      | 1     |
| 18    | Lituanie           | 0  | 0      | 1      | 1     |
| 18    | Slovénie           | 0  | 0      | 1      | 1     |
| Total | Total              | 43 | 43     | 43     | 129   |

## Tableau des médailles (bassin de 50 m uniquement)
| Rang  | Nation             | Or | Argent | Bronze | Total |
| ----- | ------------------ | -- | ------ | ------ | ----- |
| 1     | Allemagne          | 11 | 5      | 5      | 21    |
| 2     | Russie             | 7  | 8      | 4      | 19    |
| 3     | Hongrie            | 6  | 3      | 0      | 9     |
| 4     | Finlande           | 3  | 1      | 0      | 4     |
| 5     | Royaume-Uni        | 1  | 2      | 6      | 9     |
| 6     | France             | 1  | 2      | 2      | 5     |
| 7     | Espagne            | 1  | 1      | 2      | 4     |
| 8     | Belgique           | 1  | 0      | 0      | 1     |
| 8     | Pologne            | 1  | 0      | 0      | 1     |
| 10    | Suède              | 0  | 5      | 2      | 7     |
| 11    | Ukraine            | 0  | 1      | 1      | 2     |
| 11    | Norvège            | 0  | 1      | 1      | 2     |
| 11    | Italie             | 0  | 1      | 1      | 2     |
| 14    | Slovaquie          | 0  | 1      | 0      | 1     |
| 14    | Roumanie           | 0  | 1      | 0      | 1     |
| 16    | République tchèque | 0  | 0      | 2      | 2     |
| 16    | Pays-Bas           | 0  | 0      | 2      | 2     |
| 18    | Biélorussie        | 0  | 0      | 1      | 1     |
| 18    | Croatie            | 0  | 0      | 1      | 1     |
| 18    | Lituanie           | 0  | 0      | 1      | 1     |
| 18    | Slovénie           | 0  | 0      | 1      | 1     |
| Total | Total              | 32 | 32     | 32     | 96    |